# Segura
Segura är en 325 km lång flod i sydöstra Spanien. Den har sina källor nära Santiago Pantones i Andalusien och sitt utlopp i Medelhavet cirka 15 km norr om Torrevieja i Valenciaregionen.
Flodens tillflöden är på vänster sida vattendragen Tus och Mundo och på höger sida vattendragen Zumeta, Taibilla, Benamor, Argos, Quípar och Guadalentín/Sangonera.